# Robin Kool
Robin „ropz“ Kool (* 22. Dezember 1999) ist ein estnischer E-Sportler in der Disziplin Counter-Strike: Global Offensive. Er spielt derzeit für die E-Sport Organisation Team Vitality.

## Karriere
Nachdem Kool erste sporadische Einsätze 2016 bei verschiedenen Teams hatte, wurde er im April 2017 von Mousesports verpflichtet. In seinem ersten professionellen Jahr seiner Karriere gewann er das ESG Tour Mykonos 2017. Außerdem landete er bei der DreamHack Open Winter 2017 und den Esports Championship Series Season 4 - Finals den zweiten Platz. Das Major PGL Major Kraków 2017 beendete er auf dem 12.–14. Platz. Kool war damit der erste Spieler aus Estland, welcher an einem Major teilnahm.
2018 siegte Kool die StarLadder & i-League StarSeries Season 4, das V4 Future Sports Festival - Budapest 2018 und die ESL One: New York 2018. Neben diesen Erfolgen erreichte den zweiten Platz bei der ESL One: Belo Horizonte 2018 und das Halbfinale bei der Intel Extreme Masters XIII - Sydney, der StarSeries & i-League CS:GO Season 5, dem ELEAGUE CS:GO Premier 2018, der DreamHack Masters Stockholm 2018 und der ESL Pro League Season 8. Das Major ELEAGUE Major: Boston 2018 beendete er im Viertelfinale und das FACEIT Major: London 2018 auf Platz 15.–16. Für seine Einzelleistungen wurde er von HLTV erstmals in die Liste der zwanzig besten Spieler des Jahres als 19. ausgezeichnet.
2019 konnte Kool die DreamHack Open Tours 2019, die CS:GO Asia Championships 2019, die ESL Pro League Season 10 und die cs_summit 5 gewinnen. Zudem landete er im EPICENTER 2019 auf dem 2. Platz und das Halbfinale im V4 Future Sports Festival - Budapest 2019 und der ESL Pro League Season 9. Das Major StarLadder Berlin Major 2019 beendete er nach einer Niederlage gegen Team Liquid auf den 9.–11. Rang. Von HLTV wurde er als 10. erneut in die Liste der zwanzig besten Spieler aufgenommen. Zudem erhielt er seine erste MVP-Auszeichnung für seine Leistung in der ESL Pro League Season 10.
2020 gewann er das ICE Challenge 2020. Außerdem erreichte er das Finale bei der ESL Pro League Season 11: Europe und der DreamHack Masters Winter 2020: Europe. Trotz einer schwächeren Leistung seines Teams erreichte er mit dem 7. Platz in der Liste der besten Spieler des Jahres die beste Platzierung seiner Karriere.
Im folgenden Jahr konnte er die Flashpoint Season 3 gewinnen und das Halbfinale in der cs_summit 7 erreichen. Das Major PGL Major Stockholm 2021 beendete er nach einer Niederlage gegen Virtus.Pro auf dem 12.–14. Platz. Erneut wurde er als 18. in die Liste der besten Spieler von HLTV gewählt.
Nachdem er im Dezember 2021 seinen Abschied von Mousesports bekannt gegeben hatte, wechselte er im Januar 2022 zum Team Faze Clan. Das erste Lan-Turnier mit seinem neuen Team, die Intel Extreme Masters XVI - Katowice, konnte nach einem 3:0-Sieg gegen G2 Esports gewinnen. Anschließend gewann er die ESL Pro League Season 15. Das PGL Major Antwerp 2022 konnte er mit einem 2:0-Sieg gegen Natus Vincere gewinnen. Er und sein Team waren dabei das erste internationale Team, welches ein Major gewinnen konnte. Die erste Jahreshälfte beendete er mit einem zweiten Platz im Roobet Cup und einem weiteren Lan-Sieg bei der Intel Extreme Masters XVII - Cologne. In der zweiten Jahreshälfte erzielte er einen zweiten Rang im Blast Premier: Fall Finals 2022 und einen 3.–4. Rang im Blast Premier: World Final 2022. Für seine Einzelleistungen wurde erhielt er eine MVP-Auszeichnung bei der ESL Pro League Season 15. Zudem wurde er als 8. in die Liste der besten Spieler des Jahres gewählt.
Zu Beginn des Jahres 2023 siegte er bei der ESL Pro League Season 17. Im BLAST.tv Major: Paris 2023, dem letzten Major-Turnier in der Disziplin Counter-Strike: Global Offensive belegte er den 5.–8. Platz. Anschließend erreichte er das Halbfinale bei der Intel Extreme Masters Dallas 2023. Nach dem Wechsel der professionellen Szene zu Counter-Strike 2 siegte er bei seinen ersten drei Turnieren in der neuen Disziplin, der Intel Extreme Masters Sydney 2023, der Thunderpick World Championship 2023 sowie der CS Asia Championships 2023. Zum Ende des Jahres erreichte er zudem das Finale beim Blast Premier: Fall Final 2023 und dem Blast Premier: World Final 2023. Für seine Einzelleistungen wurde er von HLTV als drittbester Spieler des Jahres ausgezeichnet. Überdies erhielt er die MVP-Auszeichnung bei der ESL Pro League Season 17, der Thunderpick World Championship 2023 sowie der CS Asia Championships 2023.
2024 belegte er zunächst einen zweiten Rang bei der Intel Extreme Masters Katowice 2024. Im PGL Major: Kopenhagen 2024, dem ersten Major in Counter-Strike 2, belegte er den zweiten Platz nach einer 1:2-Niederlage gegen Natus Vincere. Im weiteren Verlaufe des Jahres siegte Kool bei der Intel Extreme Masters Chengdu 2024. Zudem erreichte er das Halbfinale im Blast Premier: Fall Final 2024. Das zweite Major des Jahres, das Perfect World Major: Shanghai 2024, beendete er ebenfalls auf dem zweiten Rang nach einer 1:2-Niederlage gegen Team Spirit. Als. 18. wurde er erneut von HLTV in die Liste der besten Spieler des Jahres gewählt. Im Dezember wurde bekannt, dass Koll FaZe verlassen wird.
Im Januar 2025 wurde sein Wechsel zu Team Vitality bekanntgegeben. Mit seinem neuen Team siegte Kool zu Beginn des Jahres bei der Intel Extreme Masters Katowice 2025, der ESL Pro League Season 21 und dem Blast Open Spring 2025.

## Erfolge
Die folgende Tabelle zeigt die wichtigsten Erfolge von Kool. Da die Counter-Strike in Fünferteams gespielt wird, entsprechen die dargestellten Preisgelder ein Fünftel des gewonnenen Gesamtpreisgeldes des jeweiligen Teams.
| Jahr                             | Platz                            | Turnier                                       | Team                             | Persönliches Preisgeld           |
| Counter Strike: Global Offensive | Counter Strike: Global Offensive | Counter Strike: Global Offensive              | Counter Strike: Global Offensive | Counter Strike: Global Offensive |
| -------------------------------- | -------------------------------- | --------------------------------------------- | -------------------------------- | -------------------------------- |
| 2017                             | 3. – 4.                          | DreamHack Open Tours 2017                     | mousesports                      | 02.000 $                         |
| 2017                             | 1.                               | ESG Tour Mykonos 2017                         | mousesports                      | 020.000 €                        |
| 2017                             | 3. – 4.                          | DreamHack Open Denver 2017                    | mousesports                      | 02.000 $                         |
| 2017                             | 2.                               | DreamHack Open Winter 2017                    | mousesports                      | 04.000 $                         |
| 2017                             | 2.                               | Esports Championship Series Season 4 - Finals | mousesports                      | 024.000 $                        |
| 2018                             | 1.                               | StarLadder & i-League StarSeries Season 4     | mousesports                      | 026.000 $                        |
| 2018                             | 1.                               | V4 Future Sports Festival - Budapest 2018     | mousesports                      | 040.000 €                        |
| 2018                             | 3. – 4.                          | Intel Extreme Masters XIII - Sydney           | mousesports                      | 04.000 $                         |
| 2018                             | 3. – 4.                          | StarSeries & i-League CS:GO Season 5          | mousesports                      | 05.000 $                         |
| 2018                             | 3. – 4.                          | Eleague Premier 2018                          | mousesports                      | 016.000 $                        |
| 2018                             | 3. – 4.                          | DreamHack Masters Stockholm 2018              | mousesports                      | 04.400 $                         |
| 2018                             | 1.                               | ESL One: New York 2018                        | mousesports                      | 025.000 $                        |
| 2018                             | 3. – 4.                          | ESL Pro League Season 8 - Finals              | mousesports                      | 011.000 $                        |
| 2019                             | 1.                               | DreamHack Open Tours 2019                     | mousesports                      | 010.000 $                        |
| 2019                             | 3. – 4.                          | ESL Pro League Season 9 - Finals              | mousesports                      | 08.000 $                         |
| 2019                             | 3. – 4.                          | V4 Future Sports Festival - Budapest 2019     | mousesports                      | 04.000 €                         |
| 2019                             | 1.                               | CS:GO Asia Championships 2019                 | mousesports                      | 050.000 $                        |
| 2019                             | 1.                               | ESL Pro League Season 10: Finals              | mousesports                      | 050.000 $                        |
| 2019                             | 1.                               | cs_summit 5                                   | mousesports                      | 012.300 $                        |
| 2019                             | 2.                               | Epicenter 2019                                | mousesports                      | 024.000 $                        |
| 2020                             | 1.                               | ICE Challenge 2020                            | mousesports                      | 025.000 $                        |
| 2020                             | 2.                               | ESL Pro League Season 11: Europe              | mousesports                      | 013.000 $                        |
| 2020                             | 2.                               | DreamHack Masters Winter 2020: Europe         | mousesports                      | 06.000 $                         |
| 2021                             | 3. – 4.                          | cs_summit 7                                   | mousesports                      | 04.500 $                         |
| 2021                             | 1.                               | Flashpoint Season 3                           | mousesports                      | 03.400 $                         |
| 2022                             | 1.                               | IEM Katowice 2022                             | FaZe Clan                        | 066.667 $                        |
| 2022                             | 1.                               | ESL Pro League Season 15                      | FaZe Clan                        | 038.000 $                        |
| 2022                             | 1.                               | PGL Major Antwerp 2022                        | FaZe Clan                        | 0100.000 $                       |
| 2022                             | 2.                               | Roobet Cup                                    | FaZe Clan                        | 010.000 $                        |
| 2022                             | 1.                               | IEM Cologne 2022                              | FaZe Clan                        | 080.000 $                        |
| 2022                             | 2.                               | Blast Premier: Fall Finals 2022               | FaZe Clan                        | 017.000 $                        |
| 2022                             | 3. – 4.                          | Blast Premier: World Final 2022               | FaZe Clan                        | 017.000 $                        |
| 2023                             | 1.                               | ESL Pro League Season 17                      | FaZe Clan                        | 040.000 $                        |
| 2023                             | 3. – 4.                          | Intel Extreme Masters Dallas 2023             | FaZe Clan                        | 04.000 $                         |
| 2023                             | 1.                               | Intel Extreme Masters Sydney 2023             | FaZe Clan                        | 020.000 $                        |
| 2023                             | 1.                               | Thunderpick World Championship 2023           | FaZe Clan                        | 050.000 $                        |
| 2023                             | 1.                               | CS Asia Championships 2023                    | FaZe Clan                        | 050.000 $                        |
| 2023                             | 2.                               | Blast Premier: Fall Final 2023                | FaZe Clan                        | 017.000 $                        |
| 2023                             | 2.                               | Blast Premier: World Final 2023               | FaZe Clan                        | 050.000 $                        |
| 2024                             | 2.                               | Intel Extreme Masters Katowice 2024           | FaZe Clan                        | 036.000 $                        |
| 2024                             | 2.                               | PGL Major: Kopenhagen 2024                    | FaZe Clan                        | 034.000 $                        |
| 2024                             | 1.                               | Intel Extreme Masters Chengdu 2024            | FaZe Clan                        | 020.000 $                        |
| 2024                             | 3. – 4.                          | Blast Premier: Fall Final 2024                | FaZe Clan                        | 08.000 $                         |
| 2024                             | 2.                               | Perfect World Major: Shanghai 2024            | FaZe Clan                        | 034.000 $                        |
| 2025                             | 1.                               | Intel Extreme Masters Katowice 2025           | Team Vitality                    | 080.000 $                        |
| 2025                             | 1.                               | ESL Pro League Season 21                      | Team Vitality                    | 020.000 $                        |
| 2025                             | 1.                               | Blast Open Spring 2025                        | Team Vitality                    | 030.000 $                        |

## Auszeichnungen
- 19. Platz im HLTV.org-Ranking der Besten 20 CS:GO-Spieler des Jahres 2018[3]
- 10. Platz im HLTV.org-Ranking der Besten 20 CS:GO-Spieler des Jahres 2019[4]
- 7. Platz im HLTV.org-Ranking der Besten 20 CS:GO-Spieler des Jahres 2020[5]
- 18. Platz im HLTV.org-Ranking der Besten 20 CS:GO-Spieler des Jahres 2021[6]
- 8. Platz im HLTV.org-Ranking der Besten 20 CS:GO-Spieler des Jahres 2022[10]
- 3. Platz im HLTV.org-Ranking der Besten 20 CS:GO/CS2-Spieler des Jahres 2023[11]
- 18. Platz im HLTV.org-Ranking der Besten 20 CS2-Spieler des Jahres 2024[12]

## Sonstiges
Mit einem gewonnenen Preisgeld von circa 1,6 Millionen Dollar ist er nach Preisgeld der zweiterfolgreichste E-Sportlers Estlands.